# Race of Champions 1988
Race of Champions 1988 kördes i Montlhéry i Frankrike 1988.
- Plats:  Montlhéry
- Datum: 1988
- Segrare:  Juha Kankkunen